# Martha Matilda Harper
Martha Matilda Harper, född 1857, död 1950, var en amerikansk entreprenör. Hon tillhörde pionjärerna inom skönhetsindustrin. 
Hon öppnade skönhetssalongen Harper Method Shop år 1888, som hon sedan utvidgade till flera. Detta räknas som den förmodligen första skönhetssalongen: före denna tidpunkt hade skönhetsexperter, som frisörskor och kosmetologer, kommit hem till kunderna istället. 
Hon är inkluderad i National Women's Hall of Fame. 